# Hycleus cingulatus
Hycleus cingulatus es una especie de coleóptero de la familia Meloidae.

## Distribución geográfica
Habita en Turquestán.